# Mark Gertler (Maler)

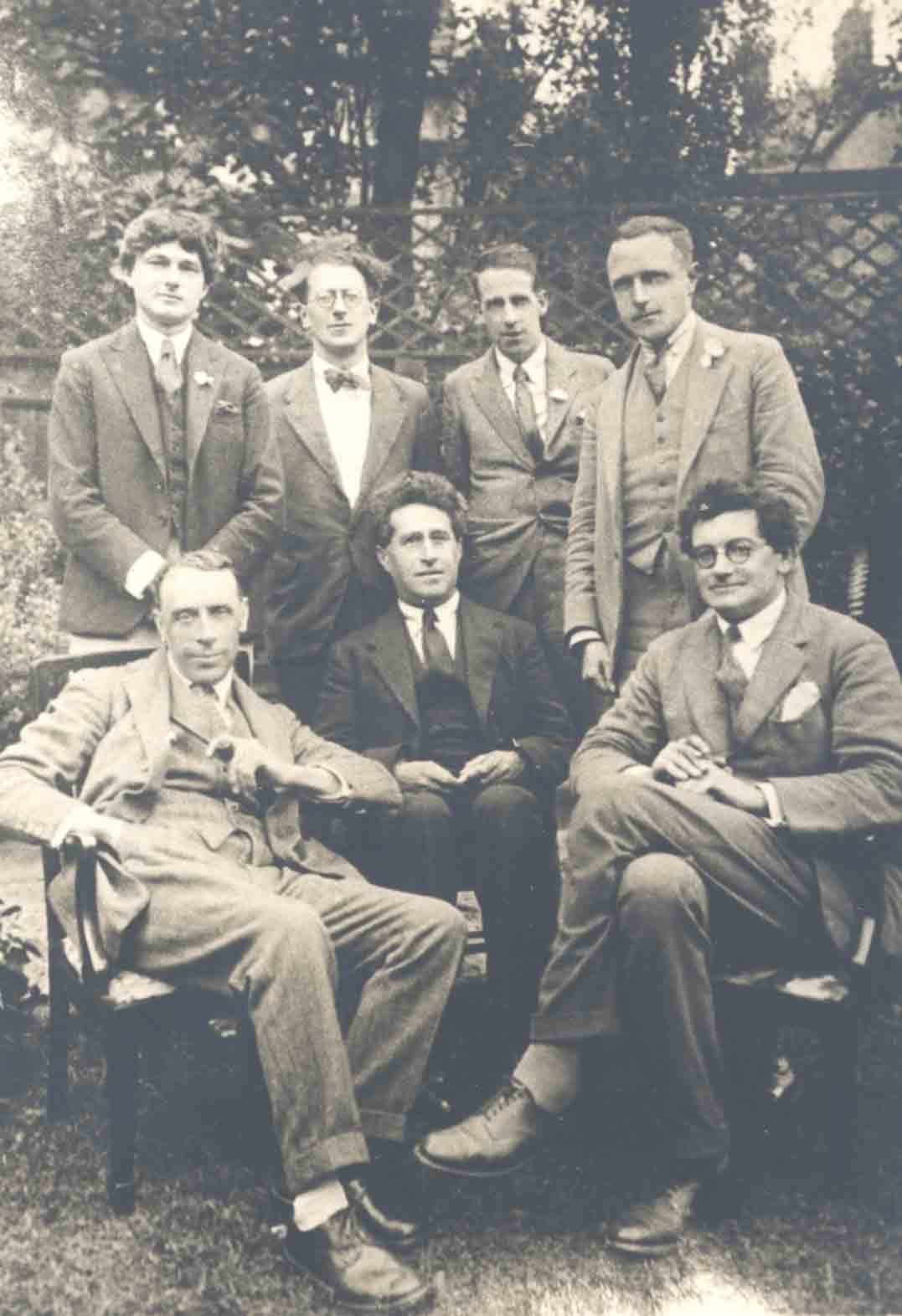
Stehend, links nach rechts: Mark Gertler, Hewy Levy, Walter J. Turner, Edward Arthur Milne; sitzend, links nach rechts: Ralph Hodgson, J.W.N. Sullivan und S. S. Koteliansky. London, 1928

Mark Gertler (* 9. Dezember 1891 in Spitalfields; † 23. Juni 1939 in London) war ein britischer Maler.

## Leben
Mark Gertler wurde als jüngstes von fünf Kindern einer jüdischen Familie in Przemyśl (damals Österreich-Ungarn, heute Polen) geboren. Seine Eltern, Louis Gertler und Kate „Golda“ Berenbaum, kehrten 1892 für kurze Zeit nach Przemyśl zurück, bevor sie sich 1896 dauerhaft in London niederließen. Mark Gertler zeigte schon früh künstlerisches Talent und besuchte zunächst das Regent Street Polytechnic. Aufgrund finanzieller Schwierigkeiten musste er das Studium abbrechen und arbeitete ab 1907 als Lehrling in einer Glasmalereiwerkstatt. 1908 erhielt er ein Stipendium der Jewish Education Aid Society und begann ein Studium an der Slade School of Art. In seinen Studienjahren malte er viele Porträts seiner Familie, die meisten davon von seiner Mutter Golda. Während des Studiums lernte er unter anderem Paul Nash, Edward Wadsworth, Christopher Nevinson, Stanley Spencer und Phyllis Gardner kennen. Während seiner Zeit an der Slade School entwickelte Gertler eine enge, aber komplizierte Beziehung zu der Malerin Dora Carrington, die seine Zuneigung jedoch nicht erwiderte. Seine obsessive Liebe zu ihr beeinflusste sein Leben und Werk nachhaltig. 

Dora Carrington (zugeschrieben): Porträt von Mark Gertler, Bleistiftzeichnung, um 1909–1911

In Lady Ottoline Morrell fand Gertler eine wichtige Mäzenin, sie stellte ihn Walter Sickert, dem Mitbegründer der Malergruppe Camden Town Group, vor. Bald darauf hatte er großen Erfolg als Porträtmaler der Londoner Gesellschaft und wurde Mitglied im New English Art Club. Aber seine temperamentvolle Art und Weise und die Hingabe zur Förderung seiner Arbeit, nach seiner eigenen Version, steigerte seine persönliche Frustration. 1914 nahm sich der Kunstförderer Edward Marsh des jungen Malers als Mentor an; die Beziehung zwischen den beiden Männern erwies sich bald als schwierig. Zwei Jahre später beendete Gertler, ein überzeugter Pazifist, die Zusammenarbeit mit Marsh – da sein ehemaliger Förderer als Privatsekretär des späteren Premierministers Winston Churchill und Schirmherr einiger Kriegsdichter fungierte.
Anfang der 1920er Jahre wurde bei Gertler Tuberkulose diagnostiziert und sein Arzt riet ihm öfters zu einem Aufenthalt in einem Sanatorium. Seine Krankheit beeinflusste zunehmend seine späteren Werke. In den folgenden Jahren starben zwei seiner engsten Freunde, Katherine Mansfield und D. H. Lawrence, an derselben Krankheit. Im Jahr 1930 heiratete Mark Gertler in Bath Marjorie Hodgkinson, aus der Beziehung ging ein Sohn, Luke (* 1932), hervor. Zur selben Zeit wurde er Teilzeit-Lehrer an der Westminster School of Art in London, wo die australische Malerin Jean Bellette zu seinen Schülerinnen gehörte. In den späteren Jahren konnte er kaum noch Bilder verkaufen und seine letzte Ausstellung wurde von den Kunstkritikern verspottet. Kurz darauf beging Mark Gertler in seinem Atelier Selbstmord.

## Werk

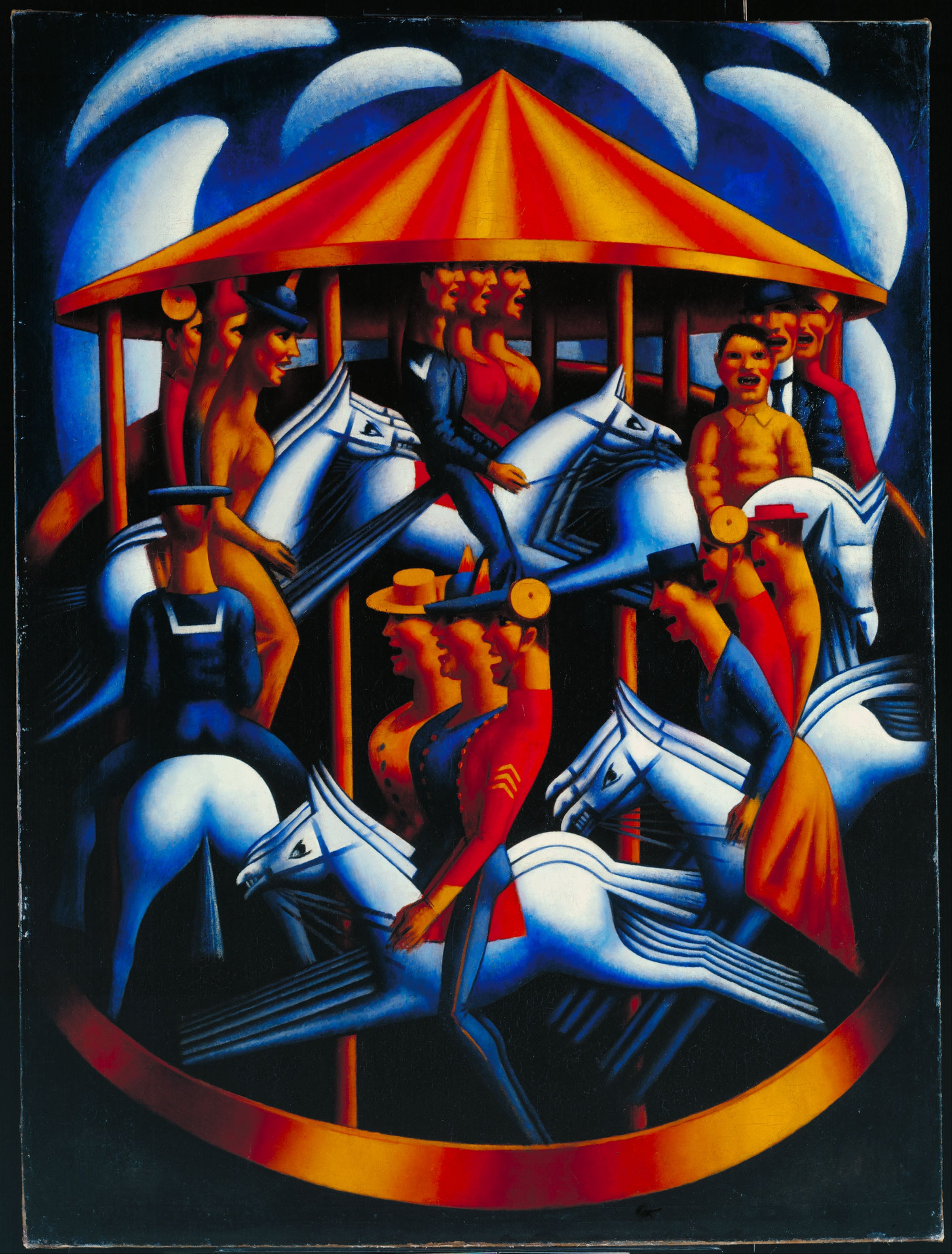
Mark Gertler: Merry-Go-Round, 1916. Tate Britain

Mark Gertlers Werk umfasst Porträts, Stillleben und figürliche Kompositionen. In seinen frühen Jahren malte er zahlreiche Porträts seiner Familie, insbesondere seiner Mutter Golda. Sein bekanntestes Werk ist das Gemälde „Merry-Go-Round“ (1916), das uniformierte Männer und Frauen auf einem Karussell zeigt und als Antikriegssymbol gedeutet wird. D. H. Lawrence bezeichnete das Bild als „das beste moderne Gemälde, das ich je gesehen habe“. In den 1930er Jahren wandte sich Gertler einem semi-kubistischen Stil zu und schuf sorgfältig komponierte Stillleben und monumentale Frauenfiguren.